# Iva Zanicchiová
Iva Zanicchiová (* 18. ledna 1940 Ligonchio, Emilia-Romagna) je italská zpěvačka, herečka a politička, známá také jako l'Aquila di Ligonchio (Orlice z Ligonchia).

## Pěvecká kariéra
V roce 1962 se zúčastnila festivalu nadějí v Castrocaru, o rok později vydala první singl „Zero in amore“/„Come un Tramonto“ a v roce 1965 eponymní album. Třikrát vyhrála Festival Sanremo: v roce 1967 díky duetu s Claudiem Villou „Non pensare a me“, v roce 1969 uspěla s písní „Zingara“, kterou s ní zpíval Bobby Solo, v roce 1974 získala cenu za skladbu „Ciao cara, come stai?“ V roce 1969 reprezentovala Itálii na Eurovision Song Contest. Koncem šedesátých let patřila k pětici předních italských zpěvaček, zvaných il pollice della canzone italiana: Zanicchiová, Anna Mina Mazzini, Ornella Vanoni, Patty Pravo a Milva.
V roce 1970 se dostala na třetí místo italské hitparády s písní Sergia Endriga „L'arca di Noè“. Vydala desku Caro Theodorakis s písněmi, které složil Mikis Theodorakis, Caro Aznavour, na němž spolupracovala s Charlesem Aznavourem, kolekci židovských písní Shalom a vánoční LP Dolce notte santa notte. Vystupovala v Madison Square Garden, sydneyské opeře a pařížské Olympii, v italské televizi měla vlastní hudební pořad Totanbot. Uznání kritiky sklidila za album Io sarò la tua idea se zhudebněnými básněmi Federica Garcíi Lorcy. Roku 1981 podnikla jako první italská zpěvačka v historii turné po Sovětském svazu. V roce 2021 vystoupila v divadle v Piacenze ve vedlejší roli v opeře Gaetana Donizettiho Le convenienze ed inconvenienze teatrali.

## Herectví
Moderovala italskou verzi televizní soutěže The Price Is Right, hrála v detektivním seriálu Inspektor Coliandro a filmech Una ragazza tutta d'oro (1967), L'ultimo capodanno (1998) a W Gli Sposi (2019). Federico Fellini jí nabídl roli Gradisky v Amarcordu, ale ze spolupráce nakonec sešlo.

## Politická činnost
V roce 2004 kandidovala za stranu Forza Italia do Evropského parlamentu. Nebyla zvolena, ale v roce 2008 nahradila Maria Mantovaniho, který se stal senátorem. Mandát obhájila ve volbách roku 2009 a zasedala v parlamentu do roku 2014. Pracovala ve výboru pro kulturu a vzdělávání.

## Diskografie
- 1965: Iva Zanicchi
- 1967: Fra noi
- 1968: Unchained Melody
- 1970: Iva senza tempo
- 1970: Caro Theodorakis... Iva
- 1971: Caro Aznavour
- 1971: Shalom
- 1972: Fantasia
- 1972: Dall'amore in poi
- 1973: Le giornate dell'amore
- 1973: Dolce notte santa notte
- 1974: Io ti propongo
- 1974: ¿Chao Iva còmo estas?
- 1975: Io sarò la tua idea
- 1976: Confessioni
- 1976: Cara Napoli
- 1978: Con la voglia di te
- 1978: Playboy
- 1980: D'Iva
- 1981: Iva Zanicchi
- 1981: Nostalgias
- 1982: Yo, por amarte
- 1984: Quando arriverà
- 1984: Iva 85
- 1987: Care colleghe
- 1988: Nefertari
- 1991: Come mi vorrei
- 2003: Fossi un tango
- 2009: Colori d'amore
- 2013: In cerca di te
- 2020: Le mie canzoni più belle